# Dinamite

Diagrama da dinamite:
A. Material absorvente poroso misturado à nitroglicerina
B. Capa cilíndrica que envolve o material explosivo
C. Ponta do detonador.
D. Cabo elétrico que se concecta a ponta do detonador

Dinamite é um artefato explosivo à base de nitroglicerina, misturado com terra diatomácea (dióxido de silício em pó) ou com outro material absorvente, como serragem, argila, polpa de celulose ou pó de conchas, mais seguro que a pólvora e que a própria nitroglicerina em seu estado puro. Dinamites usando materiais orgânicos como a serragem são menos estáveis, e seu uso está sendo gradualmente descontinuado. Foi inventado por Alfred Nobel em Krümmel (Geesthacht, Schleswig-Holstein, Alemanha), que a patenteou como pó de segurança para explodir, em 1867. A palavra dinamite vem do grego  δυναμις (dinamis), com o sufixo sueco -it, o que em tradução livre quer dizer "conectado com a força".
A dinamite é habitualmente vendida na forma de bastões com 20 cm de comprimento e 3,2 cm de diâmetro, em média, e peso aproximado de 230 gramas cada, podendo estar disponível em outros tamanhos. A vida útil máxima da dinamite baseada em nitroglicerina é de um ano da sua data de fabricação, em boas condições de estocagem.
A dinamite é um explosivo rápido, que detona mais do que deflagra. Usando o trinitrotolueno como base de mensuração, a dinamite tem densidade energética 60% maior que a do TNT.
Outra forma de dinamite consiste na nitroglicerina dissolvida em nitrocelulose e em uma pequena quantidade de cetona. Esta forma é similar à cordite e muito mais segura que a mistura simples de nitroglicerina com terra diatomácea. Há também a dinamite militar, que possui maior estabilidade por evitar o uso de nitroglicerina, priorizando o uso de substâncias químicas mais estáveis.
Antes da dinamite, já se usava a nitroglicerina como explosivo, porém as explosões acidentais eram um obstáculo demasiadamente grande para o seu uso. A nitroglicerina é um líquido altamente sensível a qualquer movimentação, portanto, detonando com muita facilidade na sua produção, transporte e manuseio.

## História
A dinamite foi inventada pelo químico sueco Alfred Nobel na década de 1860 e foi o primeiro explosivo gerenciável com segurança mais forte do que a pólvora negra.
O pai de Alfred Nobel, Immanuel Nobel, era industrial, engenheiro e inventor. Ele construiu pontes e edifícios em Estocolmo e fundou a primeira fábrica de borracha da Suécia. Seu trabalho de construção o inspirou a pesquisar novos métodos de detonação de rocha que eram mais eficazes do que a pólvora negra. Depois de alguns maus negócios na Suécia, em 1838, Immanuel mudou-se com a família para São Petersburgo, onde Alfred e seus irmãos foram educados em particular com tutores suecos e russos. Aos 17 anos, Alfred foi mandado para o exterior por dois anos; nos Estados Unidos conheceu o engenheiro sueco John Ericsson e na França estudou com o famoso químico Théophile-Jules Pelouze e seu aluno Ascanio Sobrero, que sintetizou a nitroglicerina pela primeira vez em 1847. Foi na França que Nobel encontrou pela primeira vez a nitroglicerina, que Pelouze advertiu contra o uso como explosivo comercial devido à sua grande sensibilidade ao choque.
Em 1857, Nobel registrou a primeira de várias centenas de patentes, principalmente relacionadas a medidores de pressão do ar, gases e fluidos, mas permaneceu fascinado com o potencial da nitroglicerina como explosivo. Nobel, junto com seu pai e irmão Emil, fez experiências com várias combinações de nitroglicerina e pólvora negra. Nobel propôs uma solução para detonar a nitroglicerina com segurança, inventando o detonador, ou tampa de detonação, que permitia uma explosão controlada à distância usando um fusível. No verão de 1863, Nobel realizou sua primeira detonação bem-sucedida de nitroglicerina pura, usando uma tampa de detonação feita de uma cápsula de percussão de cobre e fulminato de mercúrio. Em 1864, Alfred Nobel entrou com um pedido de patente para o detonador e seu método de síntese de nitroglicerina, usando ácido sulfúrico, ácido nítrico e glicerina. Em 3 de setembro de 1864, enquanto fazia experiências com nitroglicerina, Emil e vários outros foram mortos em uma explosão na fábrica da propriedade de Immanuel Nobel em Heleneborg. Depois disso, Alfred fundou a empresa Nitroglycerin Aktiebolaget AB em Vinterviken para continuar trabalhando em uma área mais isolada e no ano seguinte mudou-se para a Alemanha, onde fundou outra empresa, a Dynamit Nobel.

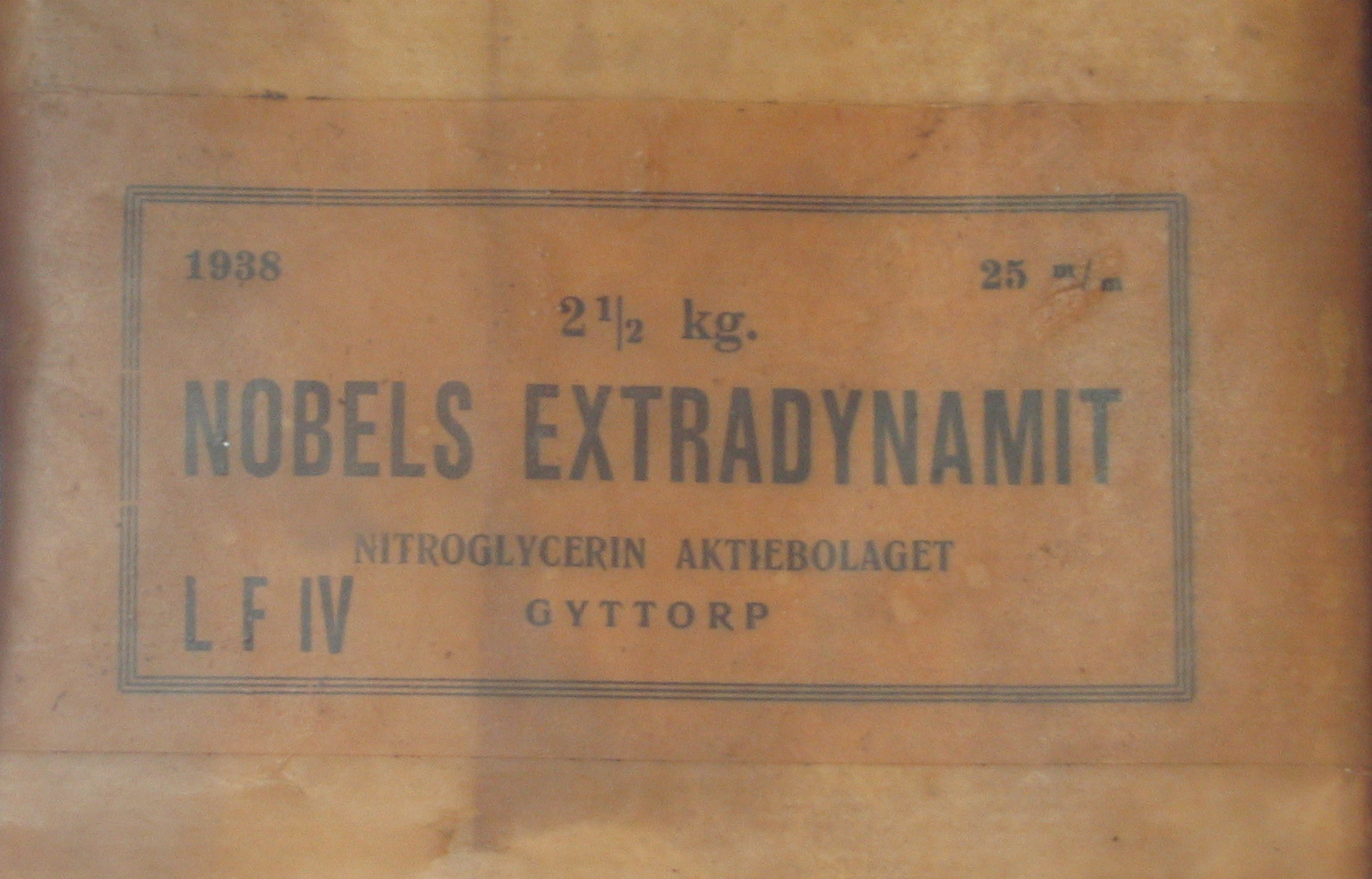
"Nobel extradynamit" fabricado pela antiga empresa do Nobel, Nitroglycerin Aktiebolaget

Apesar da invenção do detonador, a volatilidade da nitroglicerina a tornou inútil como explosivo comercial. Para resolver esse problema, Nobel procurou combiná-lo com outra substância que o tornasse seguro para transporte e manuseio, mas não reduziria sua eficácia como explosivo. Ele tentou combinações de cimento, carvão e serragem, mas não teve sucesso. Finalmente, ele experimentou terra diatomácea, algas fossilizadas, que trouxe do rio Elba, perto de sua fábrica em Hamburgo, que estabilizou com sucesso a nitroglicerina em um explosivo portátil.
Nobel obteve patentes para suas invenções na Inglaterra em 7 de maio de 1867 e na Suécia em 19 de outubro de 1867. Após sua introdução, a dinamite rapidamente ganhou uso em larga escala como uma alternativa segura ao pó preto e nitroglicerina. A Nobel controlou rigidamente as patentes, e empresas de duplicação não licenciadas foram fechadas rapidamente. Alguns empresários americanos, no entanto, contornaram a patente usando absorventes diferentes da terra diatomácea, como a resina.
Nobel originalmente vendeu dinamite como "Pó Explosivo de Nobel", mas decidiu mudar o nome para dinamite, da palavra grega antiga dýnamis (δύναμις), que significa "poder".

## Fabricação
A dinamite costumava ser feita pela mistura de nitroglicerina e terra diatomácea com alto teor de dióxido de silício. Este último agia como uma espécie de esponja, absorvendo e estabilizando a nitroglicerina, tornando seu uso como explosivo mais seguro e prático. Ele costumava ser vendido na forma de tubos de papelão cheios do composto, medindo entre 10 cm e 15 cm de comprimento por 2,5 cm de diâmetro.
A dinamite é geralmente vendida na forma de cilindros de papelão com cerca de 203,2 mm de comprimento e 32 mm de diâmetro, pesando 190 gramas (1/2 lb troy).  Uma barra de dinamite produzida desta forma contém aproximadamente 1 MJ (joule) de energia.  Existem também outros tamanhos, classificados por porções (quarto de barra ou meia barra) ou por peso.
A dinamite é geralmente classificada pela "resistência ao peso" (a quantidade de nitroglicerina que contém), geralmente de 20% a 60%. Por exemplo, 40% de dinamite é composto de 40% de nitroglicerina e 60% de "dope" (o meio de armazenamento absorvente misturado com o estabilizador e quaisquer aditivos).

### Considerações sobre armazenamento
Recomenda-se que o prazo de validade máximo da dinamite à base de nitroglicerina seja de um ano a partir da data de fabricação, em boas condições de armazenamento.
Com o tempo, independentemente do sorvente utilizado, as bananas de dinamite "vazam" ou "transpiram" nitroglicerina, que pode se acumular no fundo da caixa ou na área de armazenamento. Por esse motivo, os manuais de explosivos recomendam revirarem regularmente as caixas de dinamite armazenadas. Cristais se formarão na parte externa dos cartuchos, tornando-os ainda mais sensíveis a choques, atrito e temperatura. Portanto, enquanto o risco de explosão sem o uso de um detonador é mínimo para dinamite nova, a dinamite velha é perigosa. Embalagens modernas ajudam a eliminar esse risco, colocando dinamite em sacos plásticos selados e usando papelão revestido de cera.
A dinamite é moderadamente sensível ao choque. Os testes de resistência ao choque geralmente são realizados usando um martelo de queda livre: cerca de 100 mg de explosivo são colocados em uma bigorna, sobre a qual um peso de 0,5 a 10 kg (1 a 22 lb) é jogado de diferentes alturas até que ocorra a detonação. Com um martelo de 2 kg, o fulminato de mercúrio detona com uma distância de queda de 1 a 2 cm, a nitroglicerina de 4 a 5 cm, a dinamite de 15 a 30 cm e os explosivos de amônia de 40 a 50 cm.

### Principais fabricantes

#### África do Sul
Durante várias décadas, começando na década de 1940, o maior produtor mundial de dinamite foi a União Sul-Africana. Lá, a empresa De Beers estabeleceu uma fábrica em 1902 em Somerset West. A fábrica de explosivos foi posteriormente explorada pela AECI (Indústrias Químicas e Explosivas Africanas). A demanda pelo produto veio principalmente das vastas minas de ouro do país, concentradas em Witwatersrand. A fábrica de Somerset West começou a operar em 1903 e em 1907 produzia 340.000 caixas de 50 libras (22,7 kg) cada anualmente. Uma fábrica rival em Modderfontein produzia outras 200 000 caixas por ano.
Houve duas grandes explosões na usina de Somerset West durante a década de 1960. Alguns trabalhadores morreram, mas a perda de vidas foi limitada pelo projeto modular da fábrica, pelas obras de terraplenagem e pelo plantio de árvores que direcionavam as explosões para cima. Houve várias outras explosões na fábrica de Modderfontein. Depois de 1985, a pressão sindical forçou a AECI a abandonar gradualmente a produção de dinamite. A fábrica então passou a produzir explosivos à base de emulsão de nitrato de amônio, que eram mais seguros de fabricar e manusear.

#### EUA
A dinamite foi fabricada pela primeira vez nos Estados Unidos pela Giant Powder Company de São Francisco, Califórnia, cujo fundador obteve direitos exclusivos de Nobel em 1867. A Giant foi eventualmente adquirida pela DuPont, que produziu dinamite sob o nome Giant até ser dissolvida pela DuPont em 1905.  Posteriormente, a DuPont produziu dinamite sob seu próprio nome até 1911-12, quando seu monopólio sobre explosivos foi quebrado pelo Tribunal do Circuito dos EUA no "Caso da Pólvora". Após a dissolução, duas novas empresas foram criadas, a Hercules Powder Company e a Atlas Powder Company, que se dedicaram à fabricação de dinamite (em diferentes formulações).
Atualmente, apenas a Dyno Nobel fabrica dinamite nos Estados Unidos. A única instalação que o produz fica em Carthage, Missouri, mas o material é comprado da Dyno Nobel por outros fabricantes que colocam seus rótulos na dinamite e nas caixas.

## Outros explosivos
Outros explosivos são frequentemente chamados ou confundidos com dinamite:

### TNT
O trinitrotolueno (TNT) é frequentemente considerado o mesmo que (ou confundido com) dinamite, em grande parte devido à ubiquidade de ambos os explosivos durante o  século XX. Essa conexão incorreta entre TNT e dinamite foi reforçada pelos desenhos animados do Pernalonga, nos quais os animadores rotulavam qualquer tipo de bomba de desenho animado (de bananas de dinamite a barris de pólvora preta) como "TNT" porque a sigla era mais curta e fácil de lembrar e não exigia conhecimento de informática para reconhecer que "TNT" significava "bomba".[carece de fontes?]
Além de serem altamente explosivos, TNT e dinamite têm pouco em comum. O TNT é um explosivo moldável de segunda geração adotado pelos militares, enquanto a dinamite, por outro lado, nunca foi popular na guerra porque se degenera rapidamente sob condições severas e pode ser detonada tanto por fogo quanto por uma bala perdida. As forças armadas alemãs adotaram o TNT como enchimento para projéteis de artilharia em 1902, cerca de 40 anos após a invenção da dinamite, um explosivo fleumatizado de primeira geração destinado principalmente a terraplenagens civis. O TNT nunca foi popular ou difundido em obras de terraplenagem civil, pois é consideravelmente mais caro e menos potente em peso do que a dinamite,  além de ser mais lento de misturar e compactar em poços. A principal vantagem do TNT é sua notável insensibilidade e estabilidade: é impermeável e incapaz de detonar sem o choque e o calor extremos fornecidos por um detonador; Essa estabilidade também permite que ele seja derretido a 81,1 °C (178 graus Fahrenheit), despejado em projéteis militares de alto explosivo e solidificado novamente, sem qualquer perigo adicional ou alteração nas características do TNT.  Consequentemente, mais de 90% do TNT produzido na América sempre foi destinado ao mercado militar, sendo a maior parte usada para encher projéteis, granadas de mão e bombas aéreas, e o restante embalado em "tijolos" marrons (não cilindros vermelhos) para uso como carga de demolição por engenheiros de combate.

### Dinamite extra
Nos Estados Unidos, em 1885, o químico Russell S. Penniman inventou a "dinamite de amônio", uma forma de explosivo que usava nitrato de amônio como substituto da nitroglicerina, mais cara. O nitrato de amônio tem apenas 85% da energia química da nitroglicerina.
É classificado por sua força ponderal (a quantidade de nitrato de amônio no meio) ou por sua força de cartucho (a força explosiva potencial gerada por uma quantidade de explosivo de uma certa densidade e granulometria usada em comparação com a força explosiva gerada por uma densidade e granulometria equivalentes de um explosivo padrão). Por exemplo, a dinamite extra-altamente explosiva 65% tem uma resistência de peso de 65% de nitrato de amônio e 35% de "dope" (o meio absorvente misturado com estabilizadores e aditivos). A "resistência do cartucho" seria seu peso em libras multiplicado por sua resistência em relação a uma quantidade igual de ANFO (o padrão de referência civil) ou TNT (o padrão de referência militar). Por exemplo, 65% de dinamite de amônia com uma resistência de cartucho de 20% significaria que o cartucho é igual a uma resistência de peso equivalente de 20% ANFO.

### Dinamite militar
"Dinamite militar" é um substituto da dinamite formulado sem nitroglicerina. Ele contém 75% RDX, 15% TNT, 5% de óleo de motor SAE 10 e 5% de amido de milho, mas é muito mais seguro para armazenar e manusear por longos períodos do que a dinamite Nobel. A dinamite militar substitui a nitroglicerina por produtos químicos muito mais estáveis.